# Toyota Carina
La Toyota Carina è un'automobile berlina prodotta dalla casa giapponese Toyota.
Fra il 1970 e il 2001 furono prodotte sette generazioni della Carina.  Nelle prime tre generazioni, la Carina era basata sul modello della Celica di cui aveva alcune parti in comune; poi divenne la sorella minore dell'ammiraglia Toyota Corona. La prima Toyota Carina venduta in Europa fu la terza generazione, chiamata per questo Toyota Carina I sul mercato Europeo. Nel maggio del 1984, la Corona e la Carina terza generazione furono sostituite entrambe dalla Toyota Carina quarta generazione, che sul mercato europeo divenne la Toyota Carina II. Quest'ultima, alla fine del 1992, fu sostituita dalla Toyota Carina E, che a sua volta, nel 1997, fu rimpiazzata dalla Toyota Avensis. In patria e sul mercato asiatico, invece, la Toyota Carina (nella sesta e settima generazione), rimase in produzione fino alla fine del 2001.